# Arneria
Genre
Arneria est un genre de collemboles de la famille des Onychiuridae.

## Distribution
Les espèces de ce genre se rencontrent en Amérique du Nord.

## Liste des espèces
Selon Checklist of the Collembola of the World (version du 22 septembre 2019) :
- Arneria alinae Pomorski, 2000
- Arneria filiformis Pomorski, 2000

## Publication originale
- Pomorski, 2000 : Arneria: A new genus of North American Onychiuridae (Collembola), with a description of two new species. Insect Systematics & Evolution, vol. 31, no 3, p. 317-322.